# Delta Marsh
Delta Marsh är en sumpmark i Kanada.   Den ligger i provinsen Manitoba, i den sydöstra delen av landet, 1 800 km väster om huvudstaden Ottawa.
Runt Delta Marsh är det mycket glesbefolkat, med 3 invånare per kvadratkilometer.